# زيكيم
زيكيم هو كيبوتس وقاعدة عسكرية يقع ضمن اختصاص المجلس الإقليمي حوف عسقلان. بلغ عدد سكان الكيبوتس 894 نسمة عام 2021. تم إنشاء الكيبوتس سنة 1949 على أراضي قرية هربيا الفلسطينية المهجرة، من قبل مجموعة من الشباب اليهود الرومانيين.
هاجمت المقاومة الفلسطينية زيكيم سنة 2014 في عملية زيكيم البحرية وسنة 2023 خلال عملية طوفان الأقصى.